# Listă de filme franceze din 1917
Aceasta este o listă de filme franceze din 1917:
| Titlu                    | Regizor                           | Actori                                                | Gen       | Note  |
| ------------------------ | --------------------------------- | ----------------------------------------------------- | --------- | ----- |
| 48, avenue de l'Opéra    | Bernard-Deschamps, Georges Denola | Harry Baur, Jean Worms, Henri Bosc, Jacques Grétillat | Drama     | [ 1 ] |
| Aimer c'est souffrir     |                                   |                                                       |           |       |
| L'Alsace attendait...    | Henri Desfontaines                |                                                       |           | [ 2 ] |
| Anana antiféministe      |                                   | Renee Sylvaire, Felix Leonnec                         |           | [ 3 ] |
| Anana cherche un complet |                                   |                                                       |           |       |
| Angoisse                 | Andre Hugon                       | Paul Guide, Albert Dieudonne                          |           | [ 4 ] |
| Anguish                  | André Hugon                       | Paul Guidé, Albert Dieudonné                          | Silent    |       |
| The Jackals              | Andre Hugon                       | Andre Nox, Musidora                                   | Adventure |       |
| Sharks                   | Andre Hugon                       | Charles Krauss, Andre Nox                             | Crime     |       |
| The Torture of Silence   | Abel Gance                        | Emmy Lynn, Firmin Gemier                              | Drama     |       |